# Dynamite!! 2010
Dynamite! 2010 foi uma mistura de artes marciais mistas e eventos de Kickboxing e mais recente evento da véspera de Ano Novo anual promovido pela Luta e Entertainment Group, que teve lugar em 31 de Dezembro de 2010, no Saitama Super Arena, em Saitama, Japão. O evento contou com lutas que englobam o sonho, K-1 e K-1 World MAX banners. Assim como o anterior Dynamite!! 2009, com a comentarista oficial Nozomi Sasaki, o evento foi ao ar na TBS no Japão e na HDNet na América do Norte.

## Background
FEG Tanikawa presidente havia afirmado que a empresa planejava realizar um evento junto com Sengoku Raiden Championship e este evento pode ter um sonho formato semelhante SRC vs como Dynamite!! 2009. No entanto, isso não aconteceu como SRC realizou seu próprio evento, Mundo Presents Victory Road:. Soul of Fight.
Tanikawa também afirmou que este Dynamite! evento provavelmente será reduzido (para cerca de três horas) eo torneio anual de K-1 Koshien não terá lugar neste evento.
A luta pelo título entre Bibiano Fernandes e Hiroyuki Takaya foi o último nos 63 kg. (£ 139) classe de peso antes de ser dividido nas divisões MMA galo e pluma padrão. Planos de sonhar segurando um Grand Prix em qualquer das duas classes de peso, o campeão não decidem lutar dentro [5] Depois de ganhar o título, Hiroyuki Takaya afirmou que ele se tornaria o Pena (£ 145) Campeão. After winning the title, Hiroyuki Takaya stated that he would become the Featherweight (145 lbs) Champion.
A luta Aoki / Nagashima foi anunciado que haveria uma alternativa de quatro rodadas, com uma rodada nas regras do MMA e na próxima rodada, em seguida, eles vão mudar e luvas, lutar sob regras de kickboxing. Um sorteio vai determinar quais as regras que começam abaixo. [7] No entanto, ele anunciou mais tarde que a luta contará com uma rodada de kickboxing de três minutos, seguido de um MMA rodada padrão de cinco minutos. Os lutadores usado luvas aberta de dedos por toda parte. Se não houver vencedor foi decidido nos oito minutos de competição, a luta teria sido declarado um empate automática.
A luta entre Bob Sapp e Shinichi Suzukawa em um super-pesado "IGF regras" ataque foi criado para caracterizar um conjunto de regras semelhante ao MMA, mas sem greves punho fechado. No entanto, a luta foi cancelada devido ao Sapp tentar renegociar o seu contrato no backstage antes do evento e, eventualmente, optar por retirar-se da competição.

## Resultados
- DREAM Featherweight Championship bout:  Bibiano Fernandes vs.  Hiroyuki Takaya

Takaya derrotou Fernandes por decisão unânime para se tornar o novo campeão do DREAM dos penas.
- DREAM Lightweight bout:  Tatsuya Kawajiri vs.  Josh Thomson

Kawajiri derrotou Thomson por decisao unanime.
- DREAM Welterweight bout:  Hayato Sakurai vs.  Jason High

High derrotou Sakurai por decisão dividida.
- K-1 MAX bout:  Akiyo Nishiura vs.  Tetsuya Yamato

Nishiura e Yamato fought empataram (30–30, 30–30, 29–30).
- DREAM Welterweight Championship bout:  Marius Žaromskis vs.  Kazushi Sakuraba

Žaromskis derrotou Sakuraba por TKO (intervenção médica) aos 2:16 do round 1 para retornar o DREAM Welterweight Championship.
- DREAM Heavyweight bout:  Jérôme Le Banner vs. Satoshi Ishii

Ishii derrotou Le Banner por decisão unanime.
- DREAM Heavyweight Championship bout:  Todd Duffee vs.  Alistair Overeem

Overeem derrotou Duffee por KO (socos) aos 0:19 do round 1 para se tornar o DREAM Interim Heavyweight Champion.
- DREAM/K-1 Special Rules bout:  Shinya Aoki vs.  Yuichiro Nagashima

Nagashima derrotou Aoki por KO (joelhada voadora e socos) aos 0:04 do round 2.
- K-1 bout:  Gegard Mousasi vs.  Kyotaro

Mousasi derrotou Kyotaro via decisão unanime (30–28, 29–28, 29–28).
- DREAM Heavyweight bout:  Sergei Kharitonov vs. Tatsuya Mizuno

Kharitonov derrotou Mizuno por KO (joelhada) aos 1:25 do round 1.
- DREAM Openweight bout:  Ikuhisa Minowa vs.  Hiroshi Izumi

Izumi derrotou Minowa por TKO (socos) aos 2:50 do round 3.
- DREAM Featherweight bout:  Hideo Tokoro vs.  Kazuhisa Watanabe

Tokoro derrotou Watanabe por finalização (armbar) aos 2:02 do round 3.
- DREAM Featherweight bout:  Kazuyuki Miyata vs.  Caol Uno

Miyata derrotou Uno via decisão unanime.
- DREAM Welterweight bout:  Andy Ologun vs.  Katsuaki Furuki

Ologun derrotou Furuki via decisao unanime.

## Ligações Externas
Predefinição:Eventos K-1